# Selo Paisagens e Monumentos - 1$00
O selo de 1$00 da emissão base Paisagens e Monumentos é o selo de maior circulação da série, com uma tiragem total que ultrapassa os 400 milhões.
Trata-se também de um selo com algumas particularidades, nomeadamente a impressão de tarja fosforescente em parte da tiragem, que com a idade aparece como uma faixa vertical amarelada, e a impressão da data de emissão em contínuo intercalada com CTT, no verso do selo, no que seria uma tentativa de melhorar a segurança, evitando fraudes.

## Mais detalhes

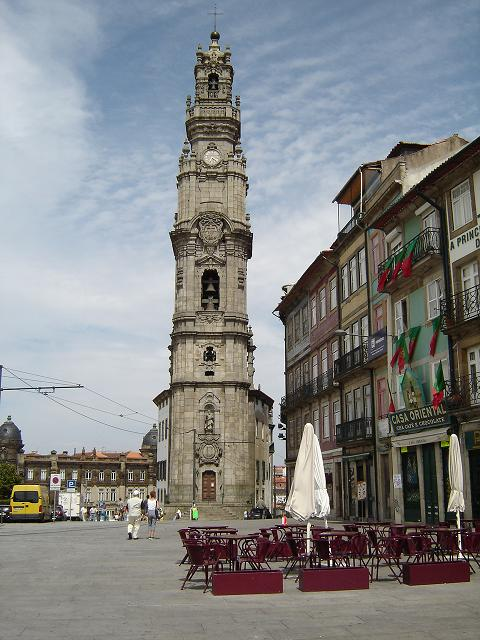
Torre dos Clérigos, Porto, Portugal.

| - Cores verde-cinzento, preto e castanho-vermelho - Impressão off-set pela Casa da Moeda - Papel lustrado - Folhas de 100 selos - Denteado 13,5 - Observações o verso tem impressão da data da emissão, em contínuo (excepto anos de 1978 e 1981); parte da emissão tem uma tarja vertical fosforescente do lado esquerdo do selo - Tiragens 1972-200.000.000; 1973-60.000.000; 1976-80.000.000; 1977-34.526.800; 1978-28.000.000 | A Torre dos Clérigos é o monumento emblemático da cidade do Porto, no Norte de Portugal. Trata-se da torre sineira da Igreja dos Clérigos de 75 metros de altura, em que o estilo barroco modela o forte granito escuro característico da região, em projecto do arquitecto Nicolau Nasoni, terminada de construir em 1763, nove anos depois do início das obras. |